# Hamopontonia corallicola
Hamopontonia corallicola är en kräftdjursart som beskrevs av Bruce 1970. Hamopontonia corallicola ingår i släktet Hamopontonia och familjen Palaemonidae. Inga underarter finns listade i Catalogue of Life.